# اچ‌ام‌اس ویکتوریا (۱۸۵۹)
اچ‌ام‌اس ویکتوریا (۱۸۵۹) (به انگلیسی: HMS Victoria (1859)) یک کشتی بود که طول آن ۲۶۰ فوت (۷۹ متر) بود. این کشتی در سال ۱۸۵۹ ساخته شد.